# Храм Покрова Пресвятой Богородицы на Городне
Храм Покрова Пресвятой Богородицы на Городне — православный храм в районе Чертаново Южное города Москвы. Относится к Донскому благочинию Московской епархии Русской православной церкви. Другое название храма — церковь Покрова Богородицы в селе Покровском.
Является единственным сохранившимся памятником истории и архитектуры этого района. Главный престол — в честь Покрова Пресвятой Богородицы; приделы — святителя Николая Чудотворца, праведных Захарии и Елизаветы. При храме действует Московская школа церковных звонарей «Колокольный Градъ» для взрослых и детей.

## История

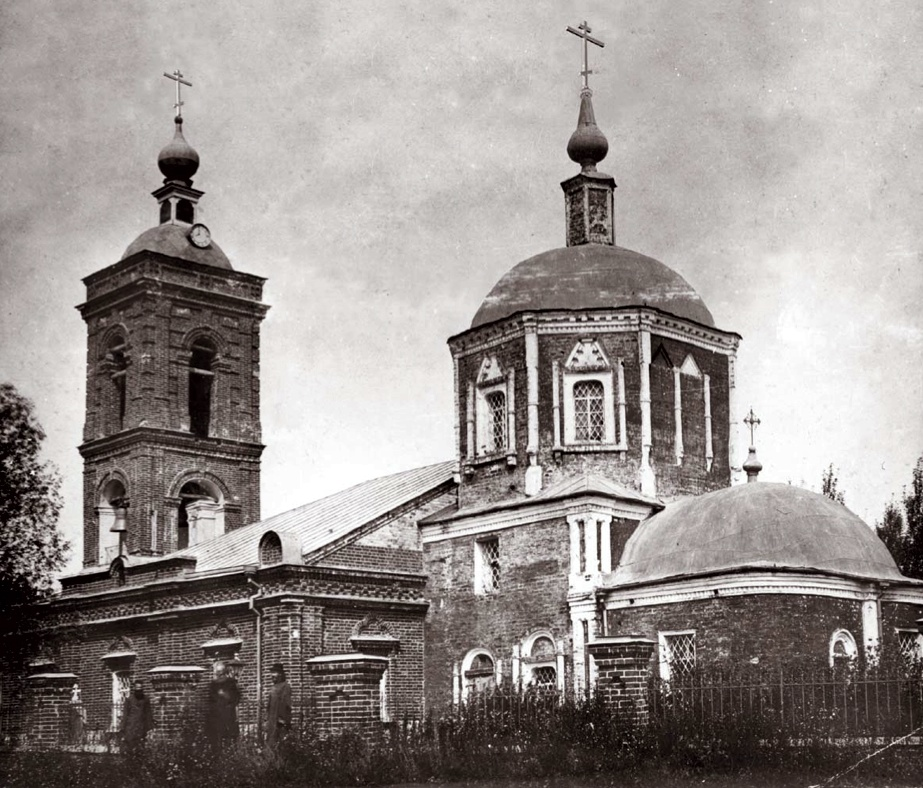
Храм Покрова Пресвятой Богородицы на Городне (1901—1908). На фото священник Николай Виноградов, диакон, псаломщик Сергей Викторов

С 1627 года церковь была деревянной. В 1722 году на месте обветшалого деревянного храма был построен каменный. В 1878 году к храму был пристроен придел; в 1895 году — трапезная по проекту архитектора Михаила Приорова, а в 1900-м —колокольня и ограда с воротами по проекту Николая Жукова.
В 1938 году храм был закрыт. В 1941 году были снесены верхние ярусы колокольни якобы для предотвращения использования колокольни немецкими лётчиками в качестве ориентира при налётах на Москву. В годы советской власти в здании храма размещалась фабрика «Металлист». Осенью 1990 года началось восстановление храма на средства прихожан. В 1991 году к празднику Пасхи был освящён первый придел храма и начались богослужения.
Деятельность фабрики нанесла огромный ущерб. В здании церкви находился гальванический цех, и пары серной кислоты фактически превратили кирпичи, из которых был построен храм, в труху. Архитекторы предлагали снести храм и построить заново, но было решено заменять конструкции, пришедшие в негодность, новыми.
Огромную роль в восстановлении храма и образовании прихода сыграл настоятель протоиерей Евгений Жиганов. Он был похоронен у алтаря храма.

## Священномученики — священнослужители храма
- Сергей Кротков
- Петр Голубев
- Николай Виноградов[2]

## Святыни храма
- Икона святителя Николая Чудотворца с частицей мощей.
- Икона мученика младенца Гавриила Белостокского с частицей мощей[3].